# صوفي فيرغسون
صوفي فيرغسون (بالإنجليزية: Sophie Ferguson)‏ مواليد 19 مارس 1986 في سيدني، هي لاعبة كرة مضرب أسترالية سابقة بدأت مسيرتها كمحترفة سنة 2002 وكانت تلعب باليد اليمنى، اعتزلت اللعب في 2012. أعلى تصنيف لها في الفردي كان المركز الـ 109 في سنة 2010. أعلى تصنيف لها في الزوجي كان المركز الـ 148 في سنة 2007.

## روابط خارجية
- صوفي فيرغسون على موقع رابطة محترفات التنس (الإنجليزية)
- صوفي فيرغسون على موقع الاتحاد الدولي لكرة المضرب (الإنجليزية)
- صوفي فيرغسون على موقع كأس بيلي جين كينغ (الإنجليزية)
- صوفي فيرغسون على موقع اتحاد التنس الأسترالي (الإنجليزية)
- صوفي فيرغسون على موقع خلاصة التنس.كوم (الإنجليزية)
- صوفي فيرغسون على موقع إي إس بي إن.كوم (الإنجليزية)